# アーロン・スライト

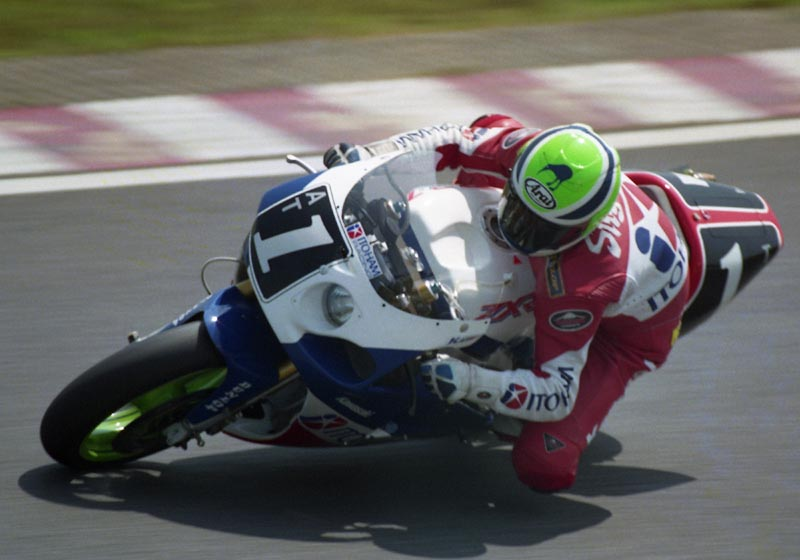
1993年鈴鹿8時間耐久レース

アーロン・スライト ( Aaron Tony Slight, 1966年1月19日 - )　は、ニュージーランド・マスタートン出身の元オートバイレーサー。主にスーパーバイク世界選手権で活躍した。近年は4輪のレーシングドライバーとしても活動しており、ニュージーランドの自動車番組 " AA Torque " にも出演している。日本では鈴鹿8耐で初めて3連覇を果たしたライダーとしてその名を知られる。

## 経歴
1991年にオーストラリアのスーパーバイク選手権でチャンピオンとなった後は、スーパーバイク世界選手権にフル参戦を開始し、通算13勝、87回の表彰台、8回のポールポジションを記録した。また、鈴鹿8時間耐久ロードレースでは1993年から1995年まで3年連続で優勝。2015年から2018年まで中須賀克行が4連覇を達成するまで最多記録であった。アレックス・ロウズも中須賀と共に2016年からの3連覇を記録しており、2018年現在、8耐の3連覇は歴代2位タイの記録となっている。
スーパーバイク世界選手権では1992年に、チーム・カワサキ・オーストラリアでZXR750を駆って初優勝を果たした。1994年にはカストロール・ホンダチームに移籍し、未勝利ながらシリーズ3位の成績を残した。翌1995年にはアルバセテでホンダでの初勝利を遂げた。1996年にはトロイ・コーサーに次ぐシリーズ2位、1997年はチームメイトのジョン・コシンスキーがチャンピオンを獲得し、スライトはシリーズ3位となった。
1998年には、わずか5.5ポイント差でカール・フォガティにチャンピオンを奪われることになった。モンツァでファイナルラップでのエンジン故障、フィリップアイランドで同じくファイナルラップに周回遅れと絡んでのクラッシュ等の不運が重なった結果だった。しかしミサノでは自身初となるレース1・レース2連勝を果たした。
1999年シーズンは勝利を挙げることはできなかった。ホッケンハイムではファイナルラップにフォガティをパスし、トップでフィニッシュラインを越えたが、コースの別の場所で発生した事故が原因で赤旗が掲示され、レース結果は1周前の状態が採用されることとなってしまった。皮肉にもフォガティはすでにこの年のチャンピオンを確定させており、勝利する必要はない状況だった。
スライトは2000年2月に、脳動静脈奇形が原因となる脳出血を起こした。緊急手術を受け一命を取り留めたが、シーズンの序盤を欠場することになった。シリーズランキングは8位に終わり、このシーズン限りでスライトは世界選手権を去ることになった。
2001年はAMAスーパーバイクに開幕戦のデイトナのみに出場。その後は4輪レースに転向し、イギリスツーリングカー選手権、イギリス国内のストックカー選手権のASCAR、イギリスGT選手権(en:British GT Championship)などに出場した。

## 主な戦績

### スーパーバイク世界選手権
| シーズン | バイク   | 出走 | 優勝 | 表彰台 | PP | FL | ポイント | シリーズ順位 |
| -------- | -------- | ---- | ---- | ------ | -- | -- | -------- | ------------ |
| 1988     |          | 2    | 0    | 0      | 0  | 0  | 0        | -            |
| 1989     | カワサキ | 6    | 0    | 1      | 0  | 1  | 54       | 14位         |
| 1990     | カワサキ | 4    | 0    | 1      | 0  | 0  | 15       | 34位         |
| 1991     | カワサキ | 6    | 0    | 2      | 0  | 2  | 65       | 13位         |
| 1992     | カワサキ | 22   | 1    | 6      | 0  | 4  | 249      | 6位          |
| 1993     | カワサキ | 26   | 1    | 10     | 2  | 2  | 316      | 3位          |
| 1994     | ホンダ   | 22   | 0    | 10     | 0  | 0  | 277      | 3位          |
| 1995     | ホンダ   | 24   | 2    | 11     | 2  | 2  | 323      | 3位          |
| 1996     | ホンダ   | 24   | 1    | 13     | 0  | 4  | 347      | 2位          |
| 1997     | ホンダ   | 24   | 1    | 13     | 1  | 1  | 343      | 3位          |
| 1998     | ホンダ   | 23   | 5    | 10     | 2  | 8  | 347      | 2位          |
| 1999     | ホンダ   | 26   | 0    | 12     | 1  | 2  | 323      | 4位          |
| 2000     | ホンダ   | 20   | 0    | 0      | 0  | 0  | 153      | 8位          |
| 合計     |          | 229  | 13   | 87     | 8  | 26 | 2812     |              |

### 鈴鹿8時間耐久ロードレース
| シーズン | バイク            | チーム                         | パートナー           | 総合順位 |
| -------- | ----------------- | ------------------------------ | -------------------- | -------- |
| 1991     | カワサキ・ZXR-7   | チーム・ムービング・カワサキ   | マイケル・ドーソン   | 6位      |
| 1992     | カワサキ・ZXR750R | チーム・ムービング・カワサキ   | ロブ・フィリス       | 6位      |
| 1993     | カワサキ・ZXR-7   | 伊藤ハム・レーシング・カワサキ | スコット・ラッセル   | 1位      |
| 1994     | ホンダ・RVF/RC45  | チーム・HRC                    | ダグ・ポーレン       | 1位      |
| 1995     | ホンダ・RVF/RC45  | チーム・HRC                    | 岡田忠之             | 1位      |
| 1996     | ホンダ・RVF/RC45  | カストロール・ホンダ           | 岡田忠之             | リタイア |
| 1997     | ホンダ・RVF/RC45  | カストロール・ホンダ           | 岡田忠之             | 6位      |
| 1999     | ホンダ・RVF/RC45  | カストロール・ホンダ           | コーリン・エドワーズ | 2位      |